# 예루살렘 라틴 총대주교

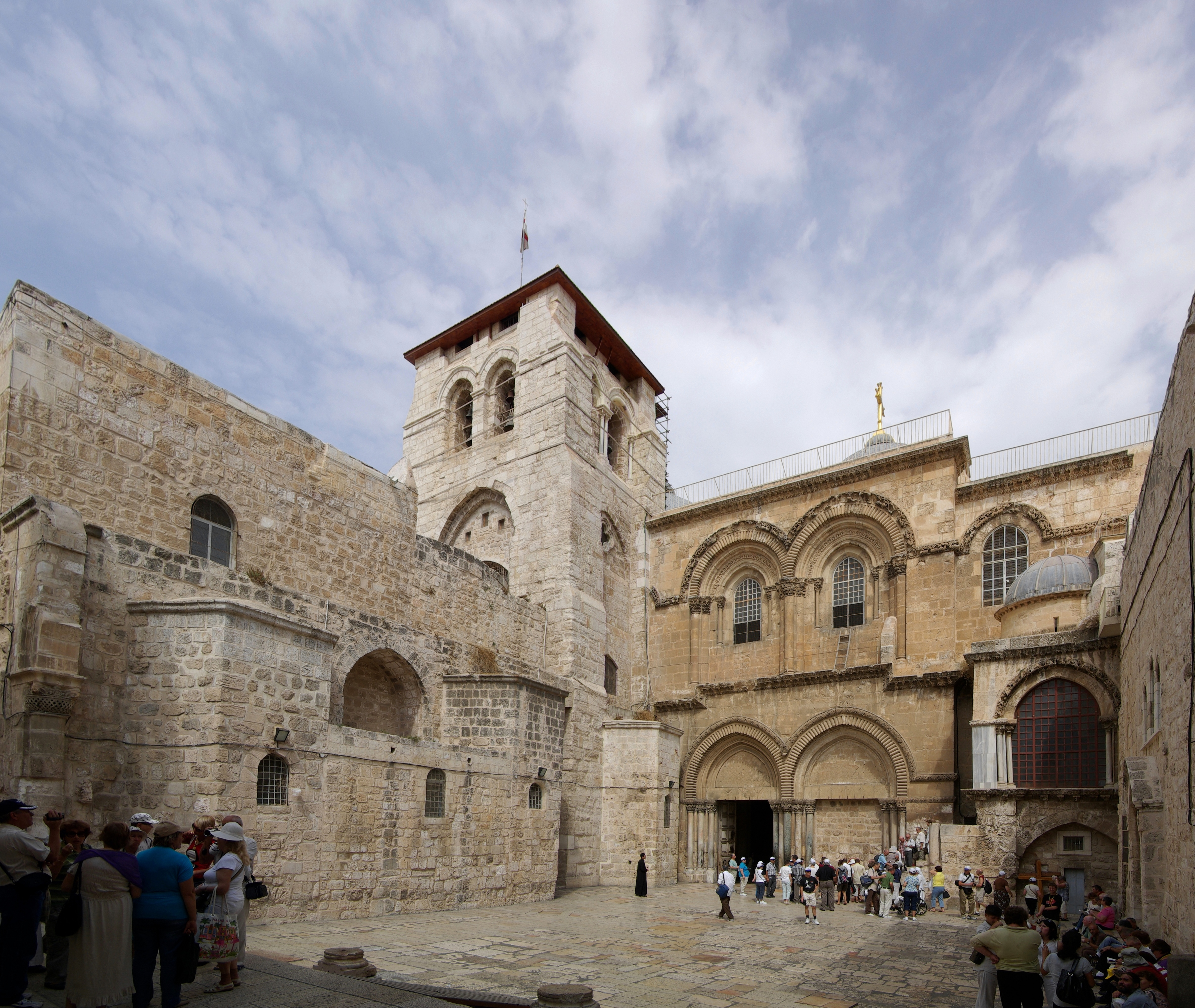

예루살렘 라틴 총대주교(라틴어: Patriarcha Hierosolymitanus Latinorum, 히브리어: הפטריארכיה בירושלים)는 예루살렘의 라틴 교회 가톨릭 대주교의 칭호이다. 이스라엘과 팔레스타인 영토, 요르단, 키프로스 전역의 라틴 교회 가톨릭 신자들에게 재치권을 행사하고 있다. 현재 이스라엘의 가톨릭 공동체는 이스라엘의 기독교 공동체 가운데 가장 규모가 큰 공동체로서, 통계상 전체 이스라엘 기독교인 11,000명 가운데 4,500명이 가톨릭교도이다. 예루살렘 라틴 총대주교는 또한 성묘 기사단의 기사단장을 겸임하고 있다.
오늘날 가톨릭교회에서 총대주교 칭호는 동방 가톨릭교회에서 교황 다음의 최고권자로서 해당 지역 주교들의 으뜸으로 실제적인 재치권을 행사하는 최고권자 주교들 외에도 총대주교의 칭호를 얻은 명예상의 특권 외에는 아무런 재치권도 수반하지 않은 명예 주교들이 있는데, 예루살렘 총대주교는 베네치아 총대주교, 리스본 총대주교, 동인도 총대주교와 더불어 이러한 명예 주교에 해당하는 라틴 교회 총대주교 가운데 한 명이다. 이들을 하급 총대주교라고도 부른다. 예루살렘 라틴 총대주교 외에도 예루살렘 정교회 총대주교와 예루살렘 아르메니아 정교회 총대주교 역시 예루살렘 총대주교 칭호를 보유하고 있다.

## 같이 보기
- 이스라엘의 로마 가톨릭교회